# Fukoku kjóhei
Fukoku kjóhei (富国強兵, "gazdag ország, erős hadsereg"), japán szállóige, mely a Meidzsi-kor alatt terjedt el Japánban egy másik szállóige mellett, mely úgy szólt szonnó dzsói, azaz "Tiszteld a császárt, űzd ki a barbárt!".

## Etimológia
A kínai belháborúk ideje alatt, a politikai gyakorlatban nagy hangsúlyt fektettek az állami vagyon növelésére és a katonai haderők fejlesztésére. Eredetileg a kifejezés is Kínából származik (Fuguo Qianbing), s ezt vették át a japánok fukoku kjóheire fordítva.

## Jelentősége
A szlogen azért is jelentős, mert a Meidzsi-kori vezetők ezt tekintették célkitűzésnek. A kifejezés arra is utal, hogy a japánoknak a politikai életben is változásokat kell létrehozni, megújítani a társadalom felépítését, ezzel felzárkózva a Nyugathoz. A kormány nagy erőfeszítéseket tett az iparosítás megvalósításában, elsőként eltörölve a régi intézményeket, melyek gátolták a fejlődést, s új intézményeket hoztak létre, melyek a gazdasági és politikai modernizációt segítették. Ezenkívül a magánvállalkozások is kritikus szerepet kaptak a sajátos Japánban, s a magánszektort később, az 1870-es évek során is bírálták (Japan Inc). Ez jelképezte a megerősödő japán nacionalizmust.

## Történelem
Az Ivakura-misszió európai útja által, ez a kifejezés nemcsak a nacionalista eszközöket/nemzeti célokat demonstrálta, de a nemzetközi politikában való tudatosságot is jelképezte ebben az időben. Okubo Tosimicsi és Itó Hirobumi is tanácsot kapott Otto von Bismarck német kancellártól, melyek Japán fejlődését szolgálták. Ezek a tanácsok magukba foglalták a katonai és gazdasági megerősödést, mint célt, hogy egy erős államot hozzanak létre, s közben megőrizve a függetlenséget.
A fukoku kjóhei célja egy erős kormányzati átalakítás volt. Okubo úgy gondolta, hogy a Meidzsi kormány óriási szerepet játszik egy új és egyértelmű politika kialakításában. Merkantilista elképzelései voltak és elutasította Fukuzava Jukicsi nézeteit a szabadkereskedelemről. A szabad kereskedelmet Itó is elutasította, s a védővámok bevezetését javasolta, s ezzel együtt az egyenlőtlen szerződések (1850-es évek során kötött Japán számára hátrányosnak bizonyuló szerződések) revízióját. Hiszen a védővámok megtiltásával Japánnak gazdasági hátrányt okoztak a nyugati államok.
Az új politika öt összetevője:
- (1) az állam fontos szerepet kap a gazdaság fejlesztésében;
- (2) import lehetőségek a versenyképes iparágak számára, ez esetben a pamut áruk a legfontosabbak (a textilipar vált a legjelentősebb iparággá a korszakban);
- (3) a nyugati technológiák alkalmazása, mely szintén a fejlődésben segíti az országot;
- (4) az export fejlesztése, melynek során már nemcsak kézműves termékekkel, teával és selyemmel kereskednek, hanem egyre nagyobb értékű termékekkel is;
- (5) a külföldi hitelek elkerülése.

Mindent összevetve azonban, a nyugati elvek átvétele, s a nyugati minta követése nem orvosolta a különbözőségeket Japán és Európa között. Inkább egy jelzéssé vált, miszerint a japánok elfogadják a másfajta politikai elveket, s be is tudják építeni a rendszerükbe. Japánban növekedett a kereskedelem és az iparosítás folyamata, mely felvette a harcot a nyugati befolyással, egy katonailag és pénzügyileg erős állam létrehozásával, s ezzel jelentős szerepet vállalva az imperializmusban.